# هنر خیابانی

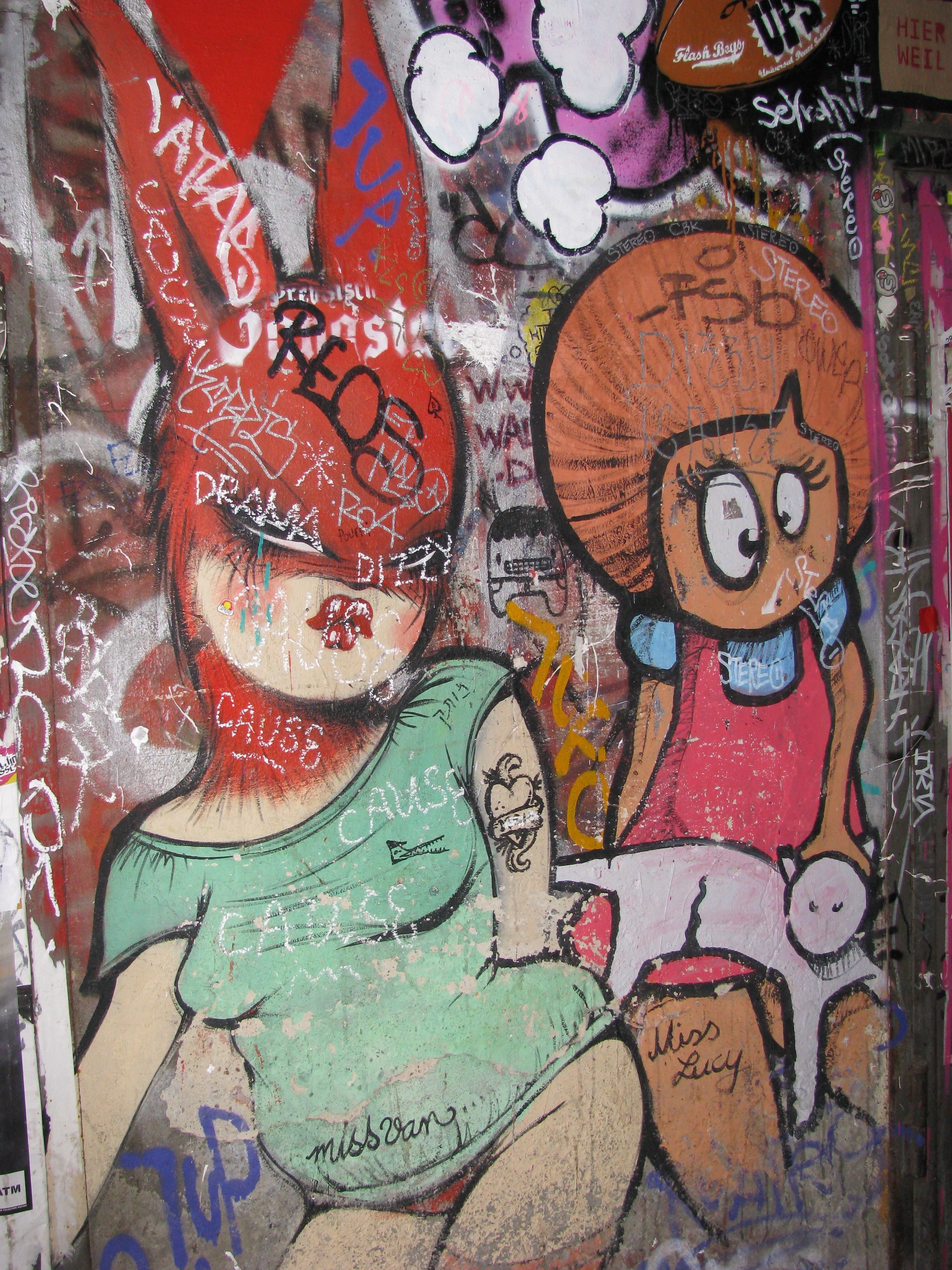
نقاشی دیواری میس وَن و لوسی کوچک در برلین.

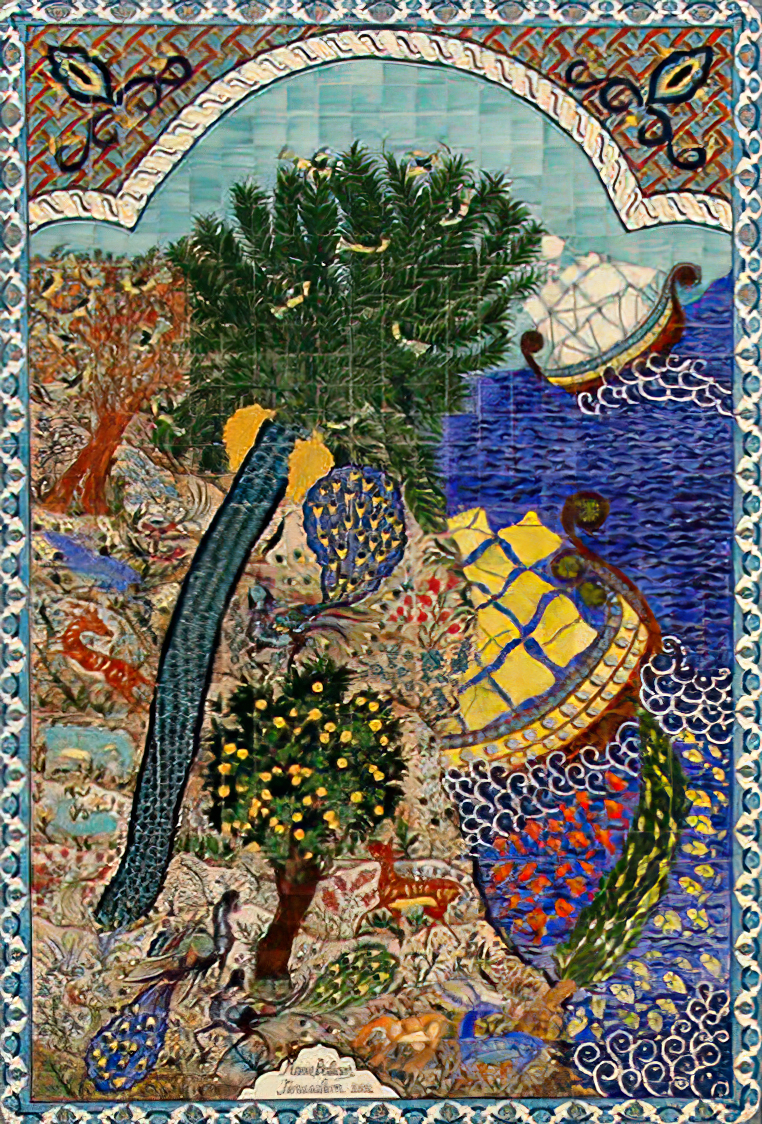
کاشی‌کاری «گوشه‌چشمی از بهشت» اثری از ماری بالیان در خیابان کورش در اورشلیم.

هنر خیابانی به نوعی از آثار هنری گفته می‌شود که در مقابل آثار هنری رسمی موزه‌ها، کلیساها و گالری‌ها سربرآورده است. این آثار هنری گاهی به‌اشتباه،با هنر گرافیتی برابر در نظر گرفته می‌شوند اما باید دانست که گرافیتی زیرمجموعه‌ای از هنر خیابانی می‌باشد. گرافیتی شامل دیوارنوشته‌ها، انواع طراحی‌هایی که روی دیوارها صورت می‌گیرد یا حتی کندن لایه‌های گچی دیوار به منظور طراحی شکل مورد نظر، می‌باشد. این در حالی است که هنر خیابانی اعم از گرافیتی است. چسباندن پوسترهای مختلف، استفاده از استنسیل به عنوان الگوی طراحی یا زدن برچسب‌های مختلف روی دیوار را نمی‌توان در حوزهٔ گرافیتی قرار داد. همهٔ این هنرها جزئی از طیف گستردهٔ هنر خیابانی محسوب می‌شوند.
هنر خیابانی نوعی از آثار هنری است که در ساختمانهای اطراف ، خیابان ها ، قطارها و سایر سطوح دید عمومی در معرض دید عموم قرار می گیرد. موارد بسیاری به شکل هنر چریکی آمده است ، که هدف آن بیان شخصی است درباره جامعه ای است که این هنرمند در آن زندگی می کند. این اثر از ابتدای نقاشی های دیواری و خرابکاری به حالت های جدید منتقل شده است که در آن هنرمندان برای ارائه پیام یا فقط زیبایی به مخاطب می پردازند. 
برخی از هنرمندان ممکن است از "خرابکاری هوشمند" به عنوان راهی برای آگاهی از مسائل اجتماعی و سیاسی استفاده کنند ، در حالی که سایر هنرمندان از فضای شهری به عنوان فرصتی برای نمایش آثار هنری شخصی استفاده می کنند. همچنین ممکن است هنرمندان از چالش ها و خطرات ناشی از نصب آثار هنری غیرقانونی در اماکن عمومی قدردانی کنند. یک انگیزه رایج این است که ایجاد هنر به شکلی که از فضای عمومی استفاده می کند ، به هنرمندانی که ممکن است در غیر این صورت احساس محرومیت از خود نشان دهند ، اجازه می دهد تا به مخاطب بسیار گسترده تری نسبت به سایر سبک ها یا گالری ها دسترسی پیدا کنند.
در حالی که هنرمندان گرافیکی سنتی در درجه اول برای تولید اثر خود از رنگ اسپری استفاده کرده اند ، "هنر خیابانی" می تواند سایر رسانه ها مانند هنر LED ، کاشی کاری معرق ، هنر استنسیل ، هنر برچسب ، نقاشی های دیواری معکوس ، مجسمه های "قفل روشن" ، گندم کاری ، چوب کشی ، بمباران نخ و متعادل کردن سنگ. فرم های رسانه ای جدید مانند پیش بینی های ویدیویی روی ساختمانهای بزرگ شهری ابزاری به طور فزاینده ای برای هنرمندان خیابانی است و در دسترس بودن سخت افزار و نرم افزار ارزان قیمت باعث می شود تا چنین آثار هنری با تبلیغات سازمانی رقابتی شوند. بدین ترتیب هنرمندان می توانند از رایانه های شخصی خود به صورت رایگان هنر ایجاد کنند ، که با سود شرکت ها رقابت کند.

## نگارخانه

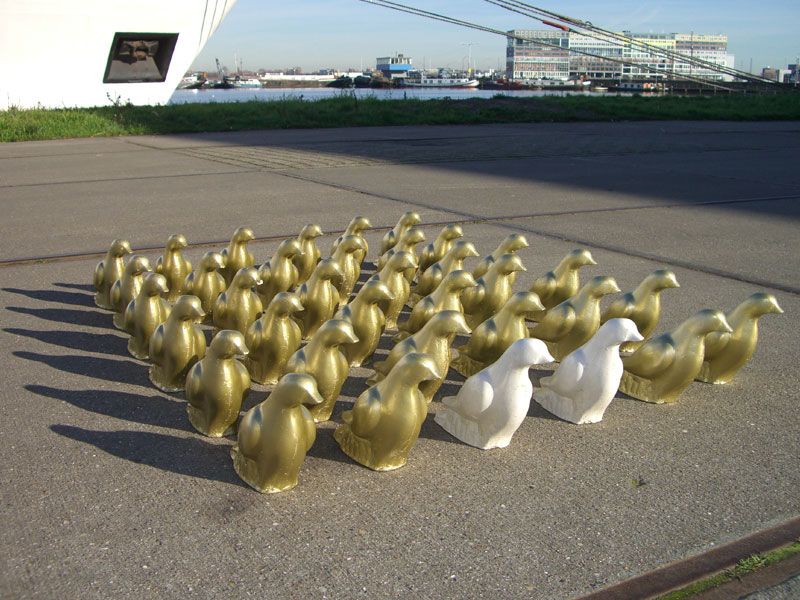
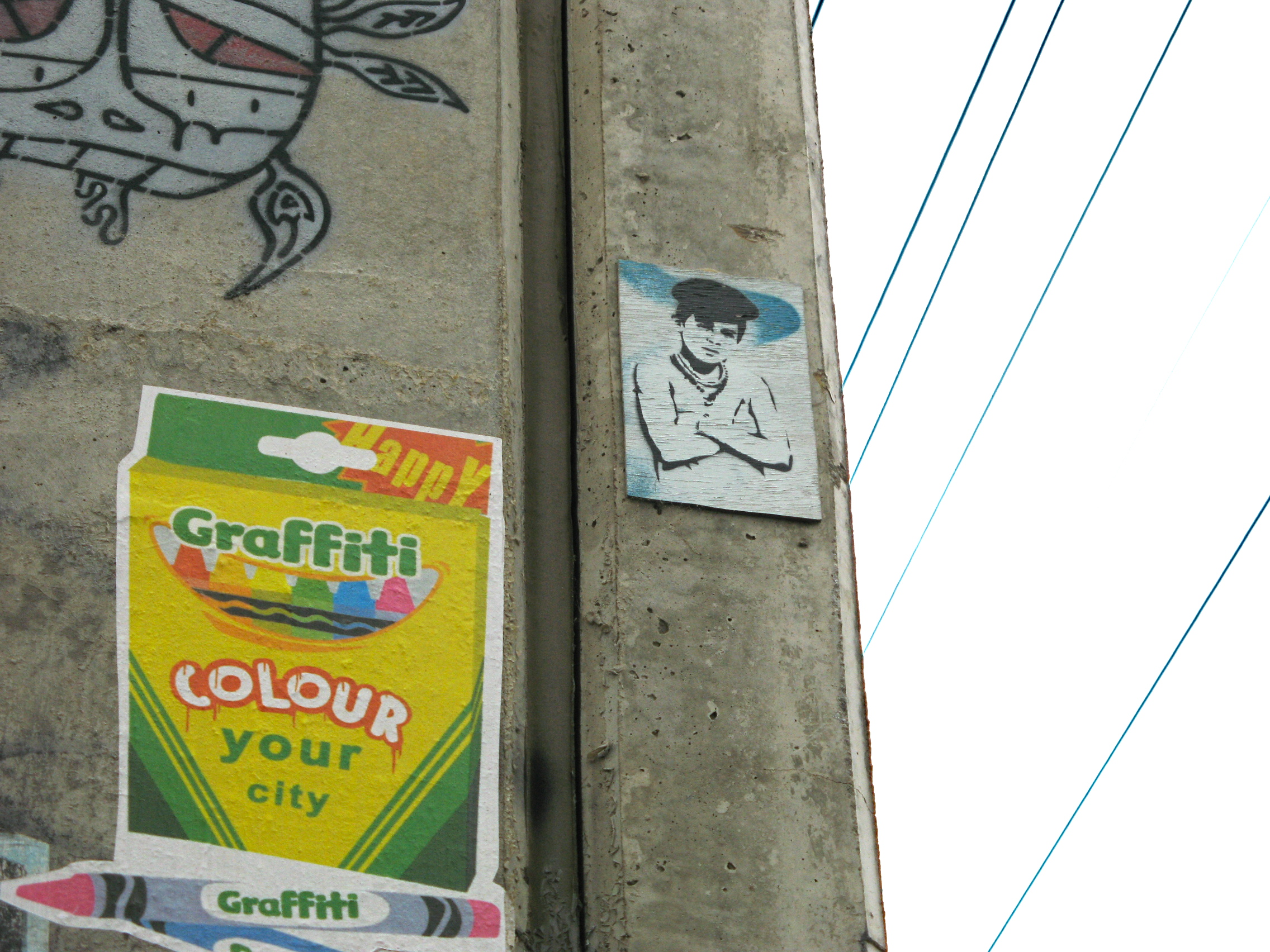
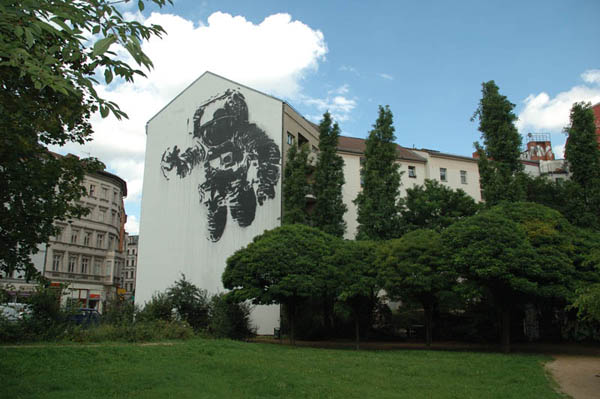
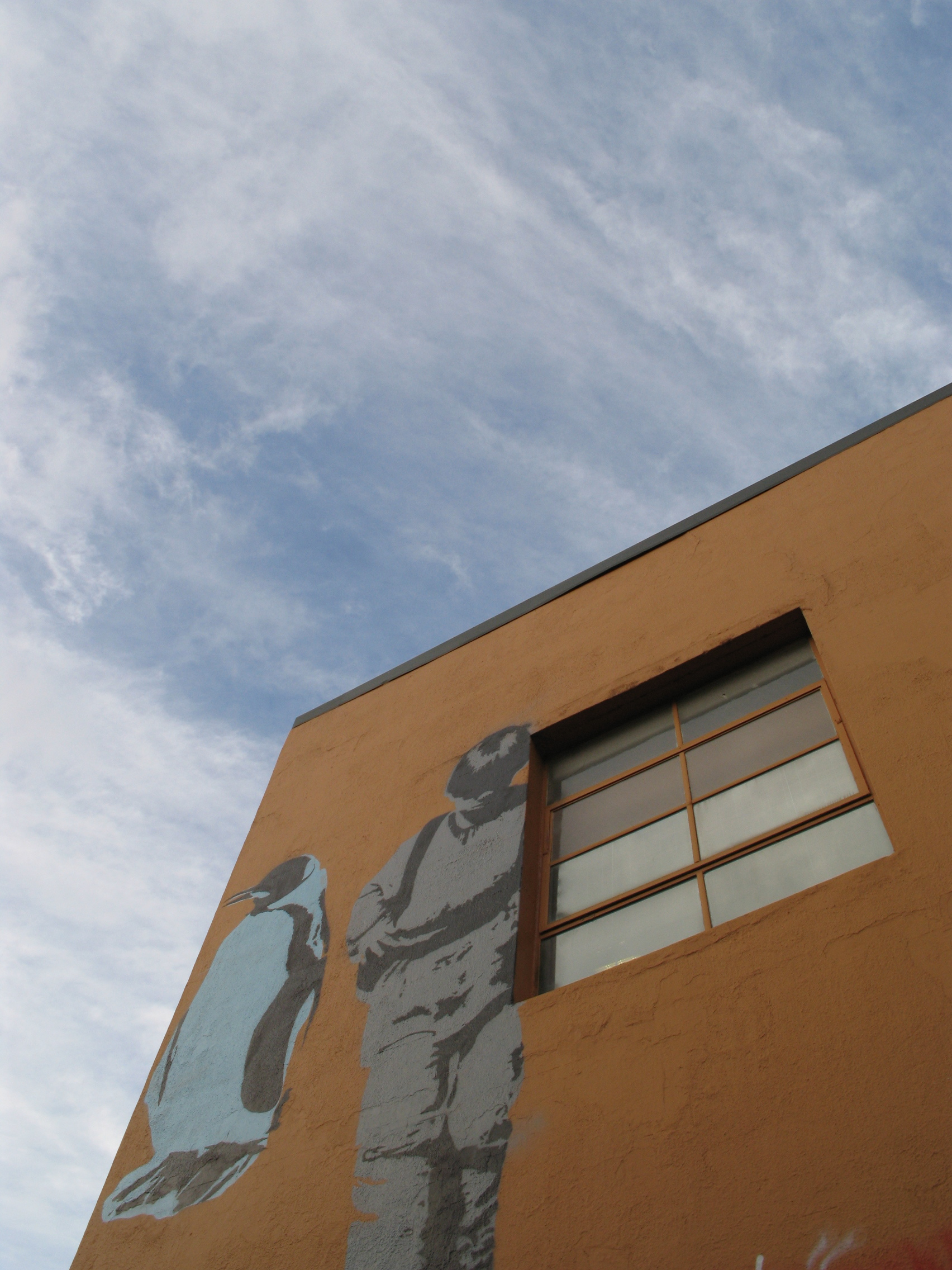
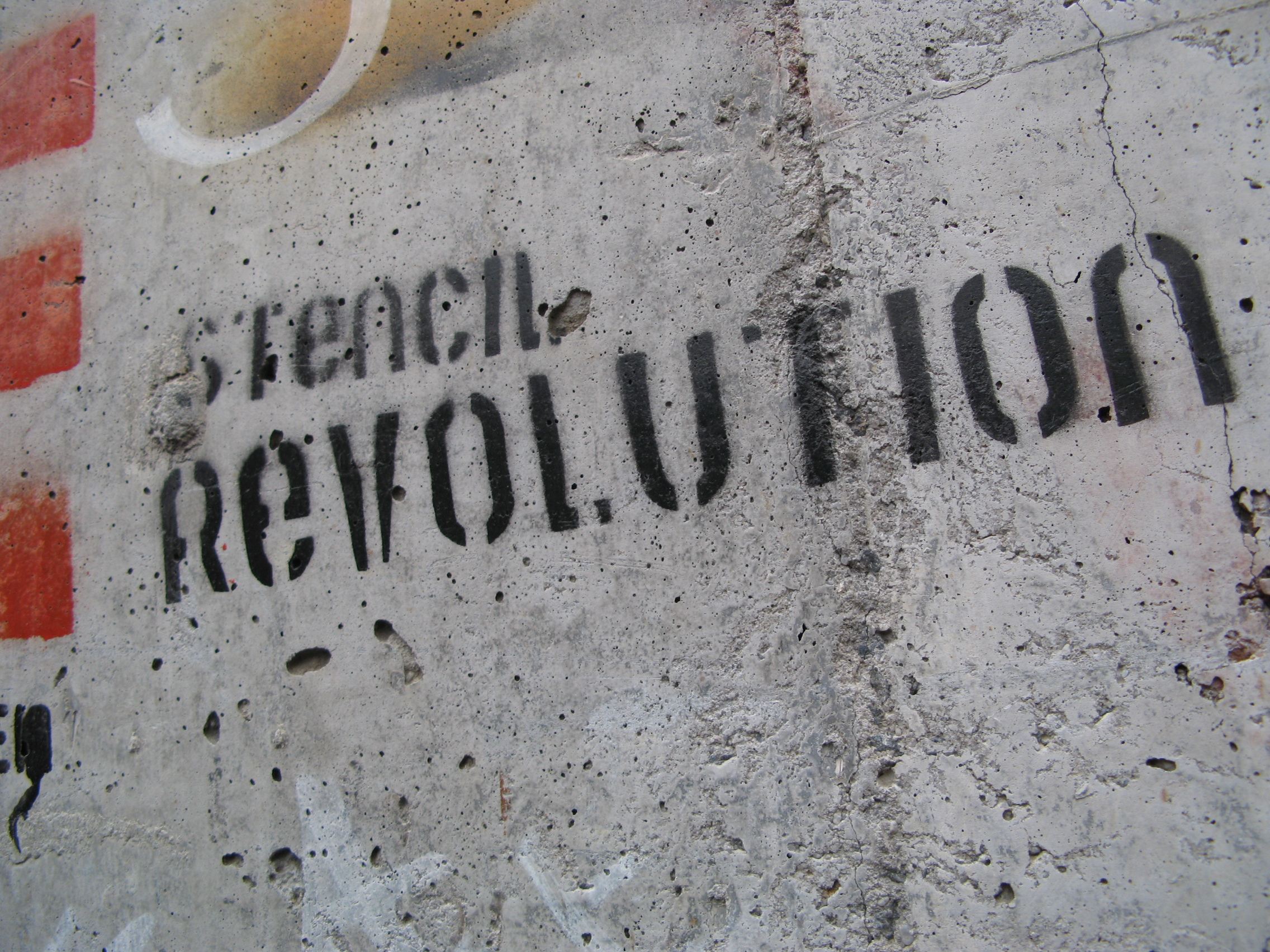
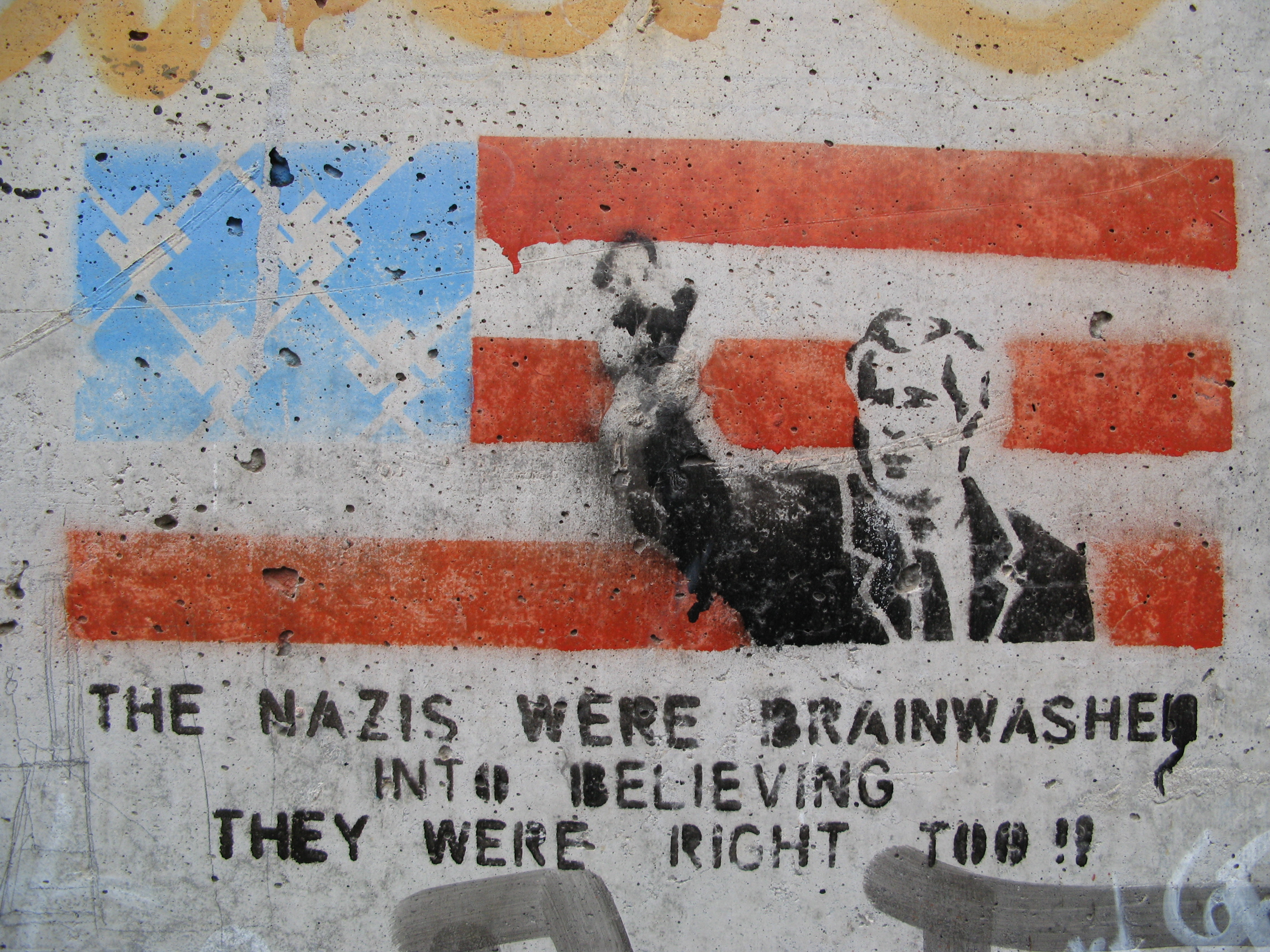
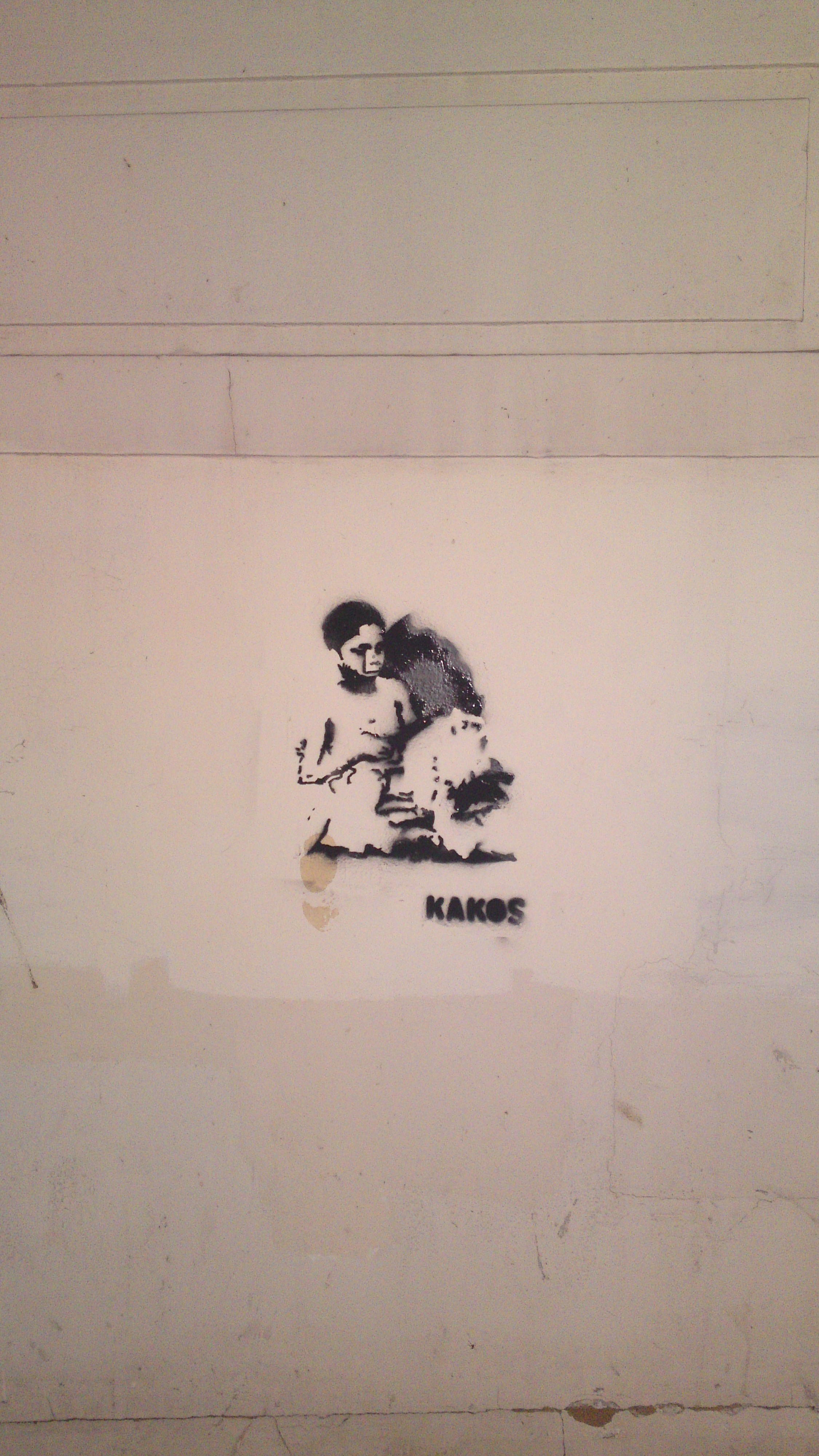
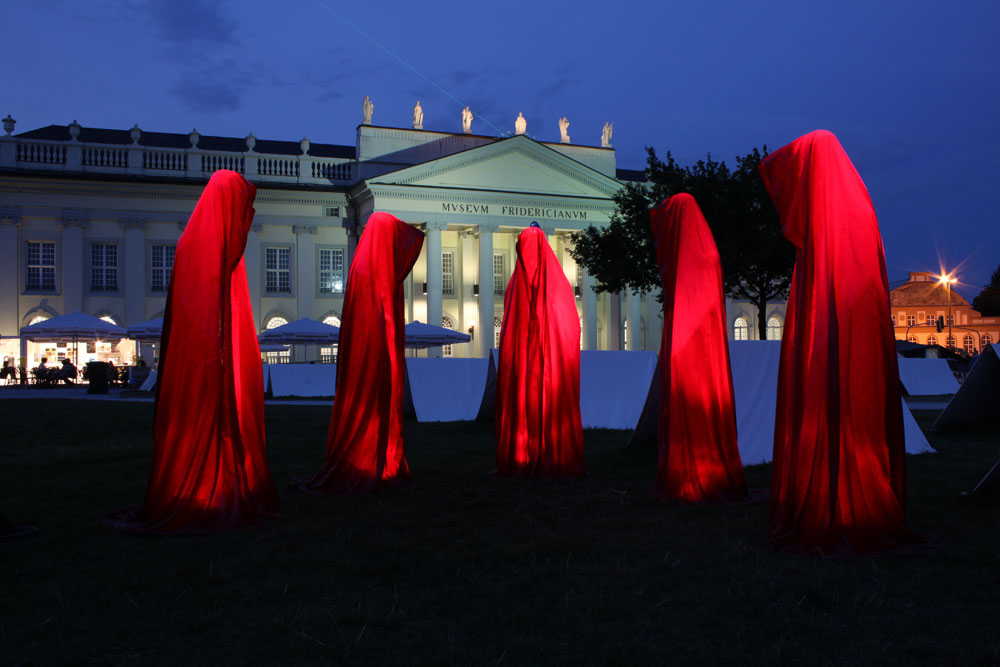